# コルベカイト
コルベカイト(Kolbeckite)またはリン酸スカンジウム二水和物は、組成式ScPO4・2H2Oの鉱物である。1926年にドイツのザクセン州シュミーデベルクで発見され、ドイツ人鉱物学者Friedrich L. W. Kolbeckに因んで命名された。通常、小さな結晶片として、他のリン酸塩結晶とともに見られる。